# Karmustin
Karmustín je alkilirajoči citostatik iz skupine derivatov nitrozosečnine, ki se uporablja za zdravljenje raka. Uporablja se v obliki infuzije, za zdravljenje možganskih tumorjev pa obstajajo tudi vsadki v obliki biorazgradljivih diskov, ki vsebujejo karmustin (odobreni so v ZDA).

## Uporaba
Karmustin se uporablja samostojno ali v kombinaciji z drugimi zdravili za zdravljenje raka pri naslednjih vrstah raka:
- možganski tumorji in zasevki v možganih,
- ne-Hodgkinov limfom in Hodgkinova bolezen.

Uporablja se tudi kot pripravljalno zdravljenje pred avtologno presaditvijo krvotvornih matičnih celic pri krvnih rakih; za zmanjšanje števila belih krvničk pri bolniku.

## Neželeni učinki
Med zelo pogoste neželene učinke, ki se pojavljajo pri več kot 10 % bolnikov, spadajo mielosupresija, ataksija, omotica, glavobol, očesna toksičnost, prehodna pordelost
veznic in zamegljen vid, hipotenzija (pri zdravljenju z velikimi odmerki zaradi vsebnosti alkohola v vehiklu), flebitis (vnetje ven), pljučna toksičnost, slabost in bruhanje, dermatitis (ob topični uporabi na koži).
Ker karmustin uničuje bele krvničke, ki sodelujejo pri obrambi pred mikrobi, je pri bolniku, ki prejema karmustin, povečano tveganje za okužbe, ki se lahko med drugim kažejo kot vročina, bolečine v mišicah, glavobol, mrzlica in splošno slabo počutje.
Uporaba karmustina zelo pogosto povzroči mielosupresijo oziroma zavrto delovanje kostnega mozga. Začne se od 7 do 14 dni po dajanju ter izzveni od 42 do 56 dni
po dajanju. Odvisna je od uporabljenega odmerka ter skupnega odmerka, ki ga bolnik prejme med vsem zdravljenjem.
Karmustin lahko poškoduje pljuča, kar se kaže s pljučnimi infiltrati in/ali fibrozo. Pljučna toksičnost se pojavi pri do 30 % bolnikov, ki prejemajo karmustin in lahko nastopi do tri leta po zdravljenju.
Ob infundiranju zdravila lahko pride do preobčutljivostne reakcije, ki je pogostejša pri višjih hitrostih infundiranja.